# Restul e tăcere
Restul e tăcere é um filme de drama romeno de 2007 dirigido e escrito por Nae Caranfil. Foi selecionado como representante da Romênia à edição do Oscar 2008, organizada pela Academia de Artes e Ciências Cinematográficas.

## Elenco
- Marius Florea Vizante - Grigore 'Grig' Ursache
- Ovidiu Niculescu - Leon Negrescu
- Mirela Zeta - Emilia
- Mihai Gruia Sandu  - Iancu Ursache
- Valentin Popescu - Catargiu
- Nicu Mihoc - Anton Vorbula